# Nevėžio upės slėnis ties Šventybrasčiu II
Nevėžio upės slėnis ties Šventybrasčiu II este o arie protejată (sit de importanță comunitară — SCI) din Lituania întinsă pe o suprafață de 526,82 ha, integral pe uscat.

## Localizare
Centrul sitului Nevėžio upės slėnis ties Šventybrasčiu II este situat la coordonatele 55°24′23″N 24°02′08″E / 55.4064°N 24.0356°E.

## Înființare
Situl Nevėžio upės slėnis ties Šventybrasčiu II a fost declarat sit de importanță comunitară în decembrie 2021 pentru a proteja un număr necunoscut de specii din flora spontană și fauna sălbatică aflate în arealul zonei.

## Biodiversitate
Situată în ecoregiunea boreală, aria protejată conține 8 habitate naturale: Lacuri eutrofice naturale cu vegetație de tip Magnopotamion sau Hydrocharition, Pajiști uscate seminaturale și facies de acoperire cu tufișuri pe substraturi calcaroase (Festuco-Brometalia) (* situri importante pentru orhidee), Pajiști fino-scandinave uscate până la mezice, bogate în specii de altitudine mică, Pajiști aluvionare boreale nordice, Fânețe de joasă altitudine (Alopecurus pratensis, Sanguisorba officinalis), Pajiști din zone de pădure fino-scandinave, Păduri pe pante, grohotișuri și ravene de Tilio-Acerion, Păduri aluvionare cu Alnus glutinosa și Fraxinus excelsior (Alno-Padion, Alnion incanae, Salicion albae).
La baza desemnării sitului se află un număr nedeclarat de specii protejate.
Pe lângă speciile protejate, pe teritoriul sitului au mai fost identificate 1 specie de plante.